# 山田美諭
山田 美諭（やまだ みゆ、1993年12月13日 - ）は、日本のテコンドー選手（WT）。2018年のアジア競技大会で銅メダルを獲得した。

## 略歴
空手の道場を運営する父親の影響で3歳から空手を嗜む。聖霊中学校に入学、中学1年生の時、父親の進めでテコンドーを始める。聖霊高校卒業後、大東文化大学文学部英米文学科へ進学、金井洋監督に師事する。
大学卒業後も働きながら競技を続けることを決意、就職を控えた大学4年時の2015年11月、リオデジャネイロオリンピックの最終選考会の試合中に転倒、右膝靱帯を損傷する大怪我を負う。その後、約1年間リハビリとトレーニングを続け復活を遂げる。
2018年のアジア競技大会で銅メダルを獲得、2017年から2019年にかけての全日本選手権では三連覇を果たし、東京オリンピック内定を獲得。現在は城北信用金庫の職員として、国内外の大会に出場している。
2014年のアジア競技大会で銅メダルを獲得した山田勇磨（三菱電機）は実兄。
2020年東京オリンピックのテコンドー女子49キロ級では、蘇栢亜（台湾）に10-9、沈裁盈（韓国）に16－7で勝利し、同階級の準決勝に日本選手で初めて進出した。準決勝ではパニパク・ウォンパッタナキット（タイ）に12－34で敗れ、3位決定戦に回ったがティヤナ・ボグダノヴィッチ（セルビア）に6－20で敗れた。

## 戦績
- 2010年11月 - 第16回アジア競技大会（中国・広州）第5位
- 2012年10月 - コリアオープン（韓国・慶州）優勝[6]
- 2013年07月 - 第21回世界選手権（メキシコ・プエブラ）ベスト8
- 2014年09月 - 第17回アジア競技大会（韓国・仁川）第5位
- 2015年05月 - 第22回世界選手権（ロシア・チェリャビンスク）ベスト8
- 2017年06月 - 第23回世界選手権（韓国・茂朱）ベスト16
- 2017年09月 - カナダオープン（カナダ・モントリオール） 準優勝[7]
- 2018年08月 - 第18回アジア競技大会（インドネシア・ジャカルタ）第3位
- 2018年08月 - WTプレジデンツカップ・オセアニア（フランス領ポリネシア・マイナ）第10位[8]
- 2018年10月 - マンチェスターグランプリ（イギリス・マンチェスター）第3位[9]
- 2018年11月 - WTプレジデンツカップ・アジア（台湾・台北）準優勝[10]
- 2019年03月 - オランダオープン（オランダ・ナイメーヘン）優勝[11]
- 2019年05月 - 第24回世界選手権（イギリス・マンチェスター）ベスト16
- 2019年06月 - ローマグランプリ（イタリア・ローマ）第3位[12]
- 2020年02月 - 東京2020オリンピック日本代表選考会（東京オリンピック内定）優勝